# Écho de Bonis
Pour l’article homonyme, voir Écho.
Écho, op. 89, est une œuvre de la compositrice Mel Bonis, datant de 1910.

## Composition
Mel Bonis compose Écho, œuvre pour piano, avant 1910, date à laquelle elle publie chez Sénart sous le pseudonyme d'Henry Wladimir Liadoff (allusion au compositeur russe Anatoli Liadov). L'œuvre est rééditée chez Furore en 2006.

## Analyse
Écho fait partie des pièces pour lesquelles la compositrice s'est inspiré de figures de la mythologie. Ici, la compositrice prend la figure d'Écho. Ces pièces offrent des figures archétypales pour penser la place des femmes et le sort que les hommes leur réservent. Écho est un bijou symboliste et une œuvre à clefs.
Cette œuvre forme un diptyque avec Narcisse, op. 90. C'est une œuvre qui demande une certaine exigence technique et qui, de par le titre et l'esthétique se retrouve dans le mouvement symboliste.
Dans Écho, l'effet d'écho donne un phénomène sonore qui s'intègre au discours musical, donnant une écriture subtile en imitations et anticipations. L'œuvre est écrite sur trois portées : sur la portée centrale se trouve la mélodie, au-dessus un effet d'écho mélodique et au-dessous des figurations plus rapides et plus graves de l'accompagnement. Bien que l'écriture de la pièce se fonde sur la superposition de trois parties et qu'elle fasse appel aux effets d'imitation, elle produit une impression différente de celle du contrepoint traditionnel. On retrouve dans l'œuvre de Gabriel Fauré des mécanismes similaire à ce qu'on retrouve dans cette pièce ou dans le Prélude en la bémol majeur de Bonis, comme dans la Barcarolle no 5 ou dans ses Romances sans paroles.

## Edition actuelle
- in Mel Bonis, œuvre pour piano, Voume 7, Pièces pittoresques et poétiques C ; Editions Furore, 2006

## Discographie
- Bonis: "Le songe de Cléopâtre" (L'œuvre pour piano à quatre mains / Les compositrices, Vol. 3), Claudine Simon (piano), Ligia, 107521, 2012

## Sources
- Étienne Jardin, Mel Bonis (1858-1937) : parcours d'une compositrice de la Belle Époque, 2020 (ISBN 978-2-330-13313-9 et 2-330-13313-8, OCLC 1153996478, lire en ligne)